# Cynthia M. Morton
Cynthia M. Morton (1964) es una botánica, taxónoma, y profesora estadounidense. En 1994, recibió un Ph.D. en botánica por la Universidad de la Ciudad de Nueva York. Es curadora asociada de botánica, en el Museo Carnegie de Historia Natural, en Pittsburgh, Pensilvania. Sus intereses de investigación son la filogenética vegetal, un enfoque multidisciplinario especializado en el uso de características morfológicas y moleculares para evaluar las relaciones taxonómicas y los patrones biogeográficos.

## Académica
En 1986, obtuvo el B.S. por el Trinity College, Hartford, de Connecticut. En 1989, la M.S. por la Universidad de Carolina del Norte en Chapel Hill. Y, realizó estudios postdoctorales en Kew Gardens; y, en 2006, se unió al Departamento del Museo Carnegie de Historia Natural.

## Algunas publicaciones
- Bayer, R.J., D.J. Mabberley, C.M. Morton, C.H. Miller, I.K. Sharma, B.E. Pfeil, S. Rich, R. Hitchcock, S. Sykes. 2009. A molecular phylogeny of the orange subfamily (Rutaceae: Aurantioideae) using nine cpDNA sequences. Am. J. of Botany 96:668-685.

- J.R. Paul, C.M. Morton, S. Tonsor. 2009. Evolutionary time for dispersal limits the extent, but not the occupancy of species ranges in a neotropical plant genus. Am. Naturalist 173:188-199.

- Dissanayake, D., C.M. Morton, G.T. Prance. 2010. Morphological phylogenetic analysis of the Chrysobalanaceae inferred from chloroplast, nuclear and morphological data. Ann. of Missouri Bot. Garden 97(2):259-281.

- Cynthia M. Morton, Curtis J. Hansen, Glenda Gil. 2002. Checklist of the vascular plants of Alabama from the John D. Freeman Herbarium and the University of Alabama Herbarium. Issue 21 de Special publication. Publicó Carnegie Museum of Natural History, 64 p. ISBN 0911239510, ISBN 9780911239515

- Madeline M. Harley, Cynthia M. Morton, Stephen Blackmore. 2000. Pollen and spores: morphology and biology. Ed. ilustrada, publicó Royal Botanic Gardens, Kew, 530 p. ISBN 1900347954, ISBN 9781900347952

- Vargas, Pablo; McAllister, Hugh A.; Morton, Cynthia; Jury, Stephen L.; Wilkinson, Mike J. (1 de enero de 1999). «Polyploid speciation in Hedera (Araliaceae): phylogenetic and biogeographic insights based on chromosome counts and ITS sequences». Plant Systematics and Evolution 219 (3/4): 165-179. Consultado el 4 de noviembre de 2016.

- Cynthia M. Morton. 1994. The Use of Pollen Morphology and Wood Anatomy in the Study of the Phylogeny of Ebenaceae and Rutaceae Subtribe Cuspariinae. Reimpreso publicado City University of New York, 330 p.

## Honores
- Miembro de la "American Botany Society"
- La abreviatura «C.M.Morton» se emplea para indicar a Cynthia M. Morton como autoridad en la descripción y clasificación científica de los vegetales.[3]